# Quasieulia mcguffini
Quasieulia mcguffini es una especie de polilla de la familia Tortricidae. Se encuentra en Durango, México.